# Chloebora turkanae
Chloebora turkanae är en insektsart som först beskrevs av Boris Petrovich Uvarov 1938.  Chloebora turkanae ingår i släktet Chloebora och familjen gräshoppor.

## Underarter
Arten delas in i följande underarter:
- C. t. turkanae
- C. t. massaica